# Koninklijke tombes van de Joseondynastie
De Koninklijke tombes van de Joseon-dynastie omvat 40 tombes van leden van de Koreaanse Joseondynastie en staan op de werelderfgoed lijst sinds 2009.
Haeinsatempel Janggyeong Panjeon, bewaarplaats van de Tripitaka Koreana houtblokken ·
Jongmyo-heiligdom ·
Seokguramgrot en Bulguksatempel ·
Changdeokgung-paleiscomplex ·
Hwaseong-vesting ·
Hunebedplaatsen Gochang, Hwasun en Ganghwa ·
Historische gebieden van Gyeongju ·
Vulkanisch eiland Jeju met lavagrotten ·
Koninklijke tombes van de Joseondynastie ·
Historische dorpen van Korea: Hahoe en Yangdong ·
Namhansanseong ·
Historisch gebied van Paekche ·
Sansa, boeddhistische bergkloosters in Korea ·
Seowon, Koreaanse neoconfucianistische academies ·
Getbol, Koreaanse getijdenplaten